# Tetraclipeoides texanus
Tetraclipeoides texanus är en skalbaggsart som beskrevs av Gordon och Paul E.Skelley 2007. Tetraclipeoides texanus ingår i släktet Tetraclipeoides och familjen Aphodiidae. Inga underarter finns listade i Catalogue of Life.